# Igaci (ort)
Igaci är en ort i Brasilien.   Den ligger i kommunen Igaci och delstaten Alagoas, i den östra delen av landet, 1 400 km nordost om huvudstaden Brasília. Igaci ligger 250 meter över havet och antalet invånare är 6 480.
Terrängen runt Igaci är platt. Igaci är det största samhället i trakten.
Omgivningarna runt Igaci är huvudsakligen savann. Runt Igaci är det ganska tätbefolkat, med 100 invånare per kvadratkilometer.